# Gunnar Winther
Gunnar Winther (født 22. december 1878 på Sandur, død 6. maj 1956) var en færøsk sysselmand, kontorist og politiker (SF). Winther mødte fast som suppleant i Lagtinget for sin bror Mads Andrias Winther fra dennes død i 1923, og var fast indvalgt 1924–1940.